# World2Fly Portugal
World 2 Fly Portugal S.A., más conocida como world2fly (IATA: 3P, OACI: WPT, e indicativo NEW BLUE) es una aerolínea chárter de pasajeros portuguesa y subsidiaria de la aerolínea española World2Fly.

## Destinos
Todos los vuelos de World2Fly Portugal con destino o llegada el Aeropuerto de Lisboa, se ubican en la Terminal 1. La aerolínea cuenta con los siguientes destinos:
| Países               | Destinos   | Aeropuertos                                         | Notas                 | Ref   |
| -------------------- | ---------- | --------------------------------------------------- | --------------------- | ----- |
| Cuba                 | La Habana  | Aeropuerto Internacional José Martí                 | Chárter               | [ 1 ] |
| Estados Unidos       | Orlando    | Aeropuerto Internacional Sanford                    | Chárter Estacional    | [ 2 ] |
| México               | Cancún     | Aeropuerto Internacional de Cancún                  | Chárter               |       |
| Portugal             | Lisboa     | Aeropuerto Internacional de Lisboa-Humberto Delgado | Centro de operaciones |       |
| Portugal             | Oporto     | Aeropuerto de Oporto-Francisco Sá Carneiro          | Chárter Estacional    | [ 2 ] |
| República Dominicana | Punta Cana | Aeropuerto Internacional de Punta Cana              | Chárter               | [ 3 ] |

## Flota

### Flota actual
A julio de 2025, la flota actual de World2Fly Portugal consiste en la siguiente aeronave con un promedio de 15.4 años de antigüedad:
| Avión           | En servicio | Órdenes | Pasajeros | Notas |
| --------------- | ----------- | ------- | --------- | ----- |
| Airbus A330-300 | 1           | —       | 388       |       |
| Total           | 1           | —       |           |       |